# Leitha
Pour la rivière bretonne, voir Laïta.
Pour le groupe laitier, voir Groupe Laïta.
La Leitha (hongrois: Lajta ; tchèque: Litava) est une rivière d'Europe centrale, dans le bassin du moyen Danube, formée par la réunion de deux torrents (Schwarza et Pitten). Entre Ebenfurth et Leithaprodersdorf et entre Bruck an der Leitha et Gattendorf, la Leitha sert aujourd'hui de frontière entre la Basse-Autriche et le Burgenland.
Durant l’existence de la double monarchie austro-hongroise, elle constituait en partie la frontière entre les deux états principaux de l’empire : la « Cisleithanie » autrichienne (littéralement « pays au deçà de la Leitha ») et la « Transleithanie » hongroise (« pays au delà de la Leitha »).

## Géographie
Après Nickelsdorf, la rivière pénètre en Hongrie où elle se jette près de Mosonmagyaróvár dans le bras de Moson, un bras du Danube. Les principales villes arrosées par la Leitha sont Bruck an der Leitha et Mosonmagyaróvár.
Plusieurs canaux et rigoles sont détournés de la Leitha. Ces canaux servaient autrefois à faire tourner des filatures ; aujourd'hui, ils alimentent des installations hydroélectriques. Entre Seibersdorf et Hof am Leithaberge, une grande partie des eaux de la Leitha sont détournées dans ce but. De ce fait, la rivière ne coule vraiment que durant ses plus hautes eaux. Le lit de la rivière est presque toujours à sec et couvert de roseaux en aval de Katzelsdorf.

### Importance historique

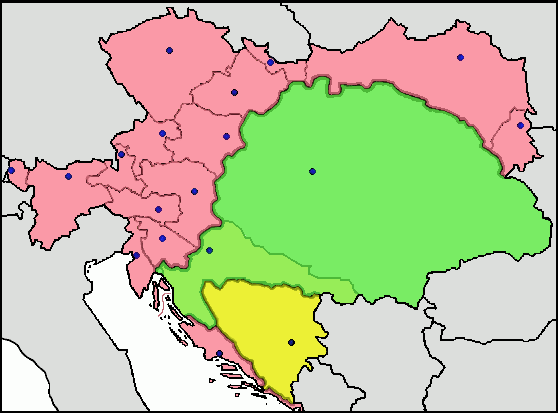
Carte de l'Autriche-Hongrie avec la Cisleithanie (rose), de la Transleithanie (vert) et de la Bosnie-Herzégovine (jaune)

L'Autriche-Hongrie fut créée en 1867 et une partie du cours de la Leitha, notamment au niveau des ponts routier et ferroviaire de Bruck an der Leitha, servit alors à délimiter la partie autrichienne de l'Empire que les Viennois appelèrent familièrement Cisleithanie (« en-deçà de la Leitha ») de la partie hongroise qu'ils appelèrent Transleithanie  (« au-delà de la Leitha »).
Ainsi, la Galicie et la Bucovine firent partie de la Cisleithanie bien qu'ils soient situés bien à l'est de la 
Hongrie. Au nord de la Leitha, la Morava formait la suite de la frontière en séparant la Moravie alors autrichienne de la Slovaquie alors hongroise.
Le terme de Lajtabánság, éphémère État hongrois du Burgenland entre le 4 octobre et le 5 novembre 1921, vient également du nom de cette rivière.

### Galerie

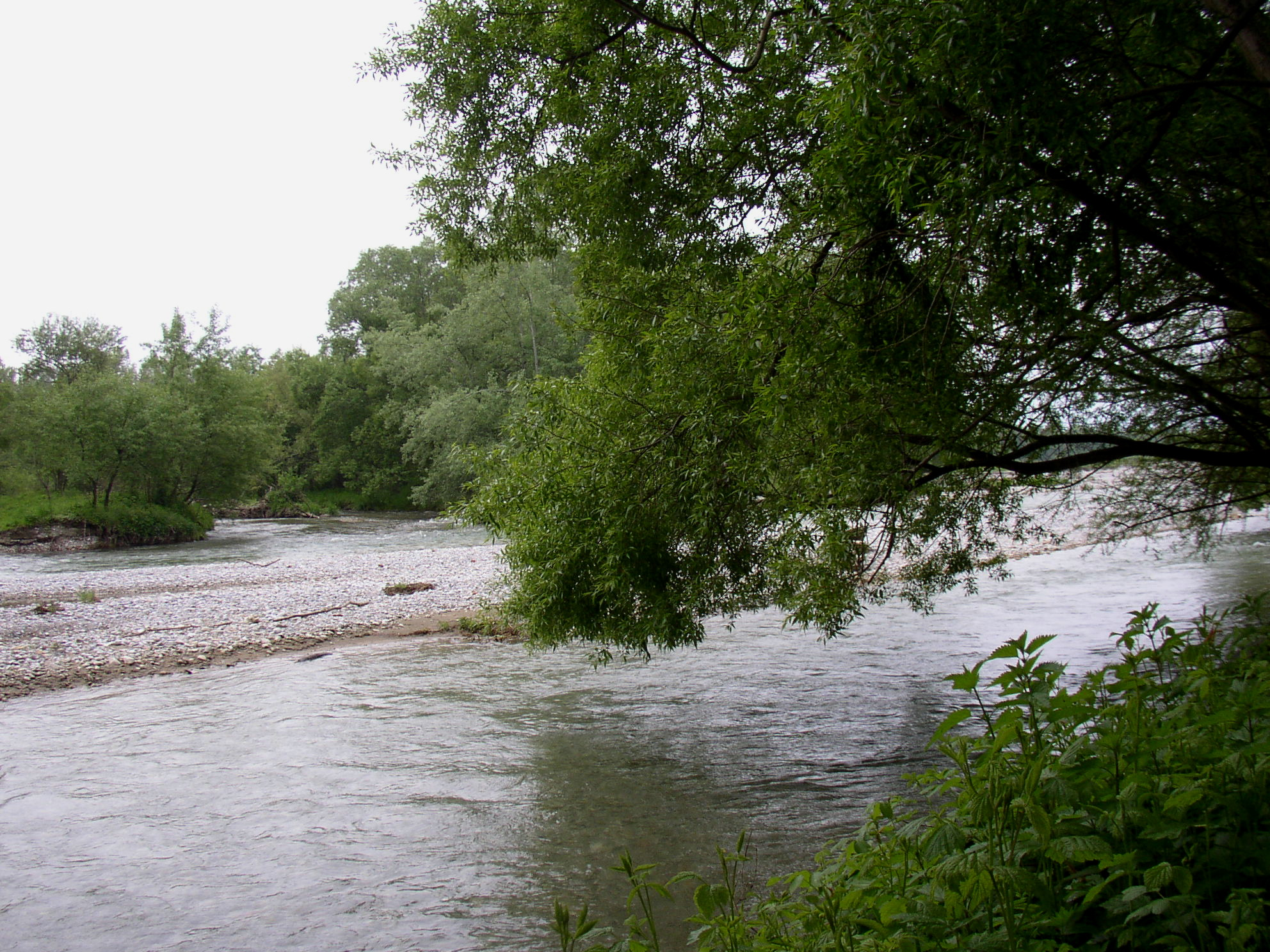
Naissance de la Leitha au confluent des ruisseaux Schwarza et Pitten
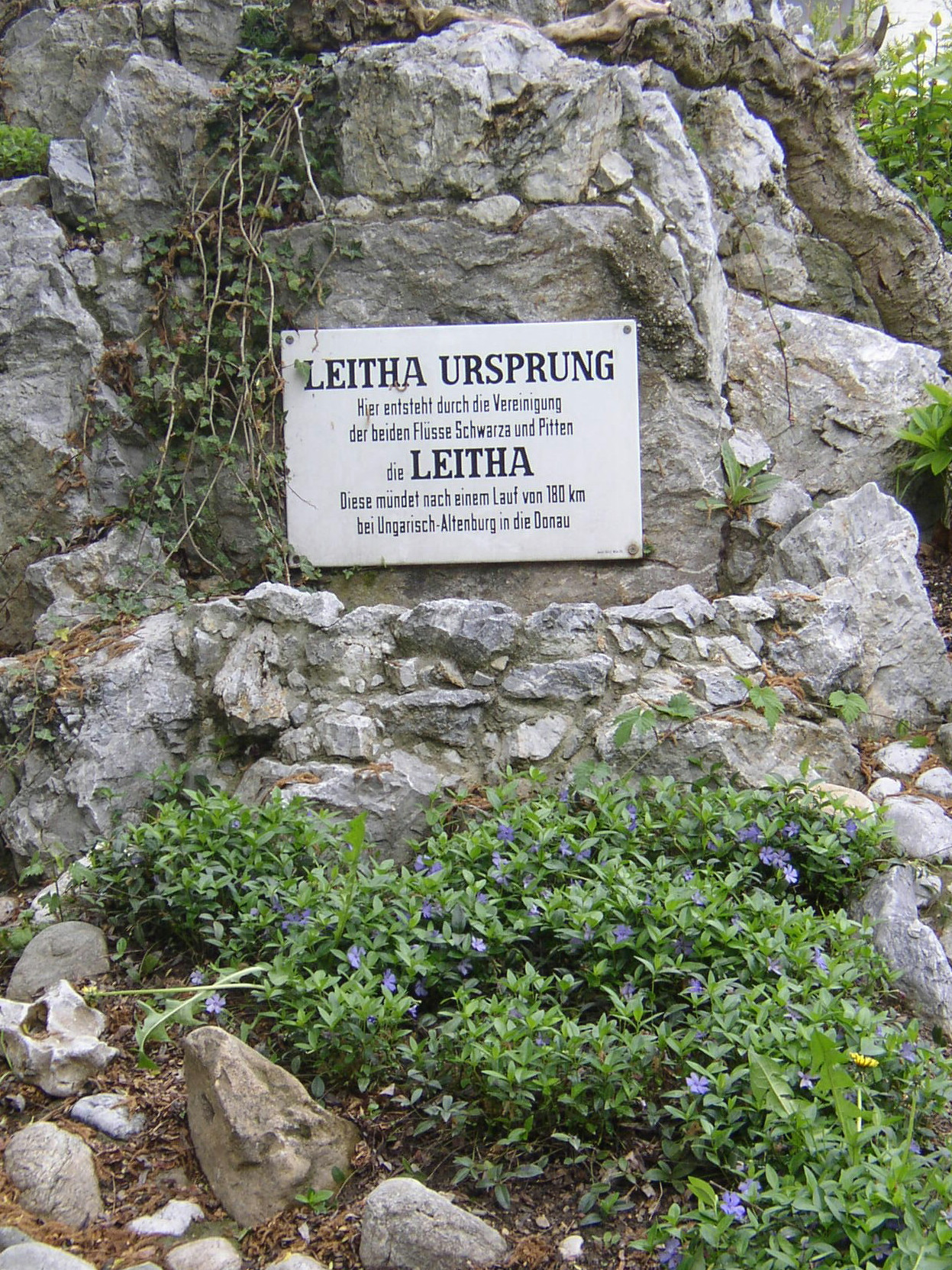
Plaque signalant la naissance de la Leitha